# QRISK
Шаблон:Infobox diagnosticQRISK3 (найновіша версія QRISK) — це алгоритм прогнозування серцево-судинних захворювань, який використовує традиційні фактори ризику (вік, систолічний артеріальний тиск, статус куріння та співвідношення загального холестерину в сироватці крові до холестерину ліпопротеїдів високої щільності) разом з індексом маси тіла, етнічною приналежністю, показниками депривації, сімейним анамнезом, хронічною хворобою нирок, ревматоїдним артритом, фібриляцією передсердь, цукровим діабетом і антигіпертензивним лікуванням.
Показник QRISK понад 10 (10 % ризик розвитку серцево-судинних захворювань протягом наступних десяти років) вказує на те, що у пацієнта слід розглянути доцільність первинної профілактики за допомогою гіполіпідемічної терапії (наприклад, статинів). У Великій Британії поточні рекомендації Національного інституту охорони здоров'я та догляду (NICE) рекомендують використовувати QRISK (на відміну від Фремінгемської шкали).
Алгоритм був перевірений незалежною групою з Центру медичної статистики (Оксфордський університет) за допомогою зовнішнього набору даних. Результати були опубліковані в BMJ і показали, що QRISK працює краще, ніж Фремінгемська шкала . Сайт www.qrisk.org оновлюється щороку, щоб відобразити зміни в популяціях, якості даних і національних рекомендаціях (наприклад, зміну вікового діапазону, за яким слід оцінювати ризик серцево-судинних захворювань). Включення етнічної приналежності та депривації в алгоритм QRISK2 покликане допомогти запобігти зростанню нерівності у доступності системи охорони здоров'я.
Веб-сайт QIntervention поєднує QRISK із подібним інструментом прогнозування ризику (www.qdiabetes.org) для розрахунку ризику серцево-судинних захворювань і діабету 2 типу. www.qintervention.org також дозволяє клініцистам оцінити сценарії «що, якщо», тобто як може змінитися ризик із зміною факторів ризику, таких як втрата ваги, припинення куріння, використання статинів і кращий контроль артеріального тиску.
QRISK також було вдосконалено для оцінки індивідуального ризику серцево-судинних захворювань протягом життя.